# 48 Horas
48 Hrs. (48 HorasPT/BR) é um filme de comédia de ação de 1982, realizado por Walter Hill. Protagonizam este filme, Nick Nolte, Eddie Murphy, Annette O´Toole, Frank McRae, James Remar, Brion James, e David Patrick Kelly. Foi a estreia de Eddie Murphy no cinema, tendo sido nomeado nesse ano para o "Globo de Ouro" para Melhor Revelação. É também o primeiro filme de Joel Silver como produtor de filmes. O roteiro foi escrito por Hill, Roger Spottiswoode, Larry Gross, Steven E. de Souza e Jeb Stuart. O filme teve uma sequência em 1990, 48 Horas - Parte II, com a mesma dupla de atores protagonistas. O filme é estrelado por Nick Nolte e Eddie Murphy como policial Jack Cates e condenado Reggie Hammond, respectivamente, que se juntam para pegar dois assassinos, Albert Ganz e Billy Bear, interpretados por James Remar e Sonny Landham. O título refere-se à quantidade de tempo que eles têm para resolver o crime.
48 Hrs. recebeu elogios da crítica e é considerado por muitos como um dos melhores filmes de 1982. Em Rotten Tomatoes, o filme tem uma classificação de 93% "fresh", com base em 40 comentários, com uma classificação média de 7.3/10. Em Metacritic, o filme tem uma pontuação de 71 em 100, baseado em 8 críticos, indicando "geralmente favorável comentários". Em 2007, a equipe da IGN nomeou o filme o terceiro maior filme do gênero buddy cop.
Muitas vezes é creditado como sendo o primeiro filme do gênero "buddy cop", que incluiu os filmes subsequentes Beverly Hills Cop, Lethal Weapon, Red Heat, Tango & Cash, Bad Boys e Rush Hour.
O filme foi refeito em língua hindi em 1984 como Andar Baahar e em língua canaresa em 1992 como Police File. Em 2017, os irmãos Safdie anunciaram que irão dirigir o remake do filme e co-escrever o roteiro com Jerrod Carmichael.

## Elenco
- Nick Nolte como Jack Cates
- Eddie Murphy como Reggie Hammond
- James Remar como Albert Ganz
- David Patrick Kelly como Luther
- Sonny Landham como Billy Bear
- Brion James como Ben Kehoe
- Annette O'Toole como Elaine Marshall
- Frank McRae como Captain Haden
- Kerry Sherman como Rosalie
- Jonathan Banks como Detective Algren
- Margot Rose como Casey
- Denise Crosby como Sally
- Olivia Brown como Candy

## Produção

### Roteiro e elenco
Lawrence Gordon surgiu com a ideia original do filme. A premissa teve a filha do governador da Louisiana raptada por um criminoso, que prendeu dinamite em sua cabeça e ameaçou explodi-la em 48 horas se o resgate não fosse cumprido. O policial mais malvado vai para a pior prisão do estado e pega o criminoso mais cruel por ter conhecimento do sequestrador que era seu companheiro de cela. Walter Hill diz que Gordon pode ter tido a ideia já em 1971 e alguns escritores trabalharam no projeto. Em 1975, Gordon estava fazendo Hard Times com o roteirista-diretor Walter Hill e o editor Roger Spottiswoode. Spottiswoode queria dirigir e Hill sugeriu que ele escrevesse um roteiro. Ele fez um rascunho de 48 Hours supervisionado por Hill para a Columbia Pictures, que havia financiado 48 Hours. Mais tarde, Tracy Keenan Wynn trabalhou no roteiro.
O filme mudou de Columbia para a Paramount Pictures, que queria fazer um rascunho para Clint Eastwood. Eles contrataram Hill para reescrever o roteiro com Eastwood como o criminoso. Ele fez isso "mas quando eu entreguei, disse que não achava que funcionaria", disse Hill, acrescentando que "a melhor ideia seria transformar Richard Pryor no criminoso e fazer com que alguém como Eastwood interprete o policial. Voltar em 78 ou 79, ninguém parecia pensar que isso era uma boa ideia". Eastwood acabou interpretando um criminoso em Escape from Alcatraz. Mickey Rourke, Jeff Bridges e Kris Kristofferson também foram cogitados. Como resultado, 48 Hrs. entrou no limbo por dois anos. No entanto, Gordon e seu co-produtor Joel Silver não esqueceram o projeto. Gordon ligou para Hill e perguntou se ele faria o filme com Nick Nolte como Cates, "A Paramount achava que a combinação de Nick Nolte e um bom ator negro seria comercial" disse Hill.
Desde o início, Hill imaginou um filme mais improvisado do que ele jamais havia criado. "A história é um thriller urbano tradicional: dois caras terríveis estão por aí e precisam ser derrubados", disse ele. A primeira escolha de Hill depois de Richard Pryor foi Gregory Hines. Quando ele não estava disponível devido ao filme The Cotton Club, outros atores cotados para o personagem foram Howard Ellsworth Rollins Jr. e Denzel Washington. Hildy Gottlieb, então namorada de Hill, recomendou seu cliente, Eddie Murphy, mais conhecido por seu trabalho no Saturday Night Live. O personagem de Reggie Hammond foi originalmente chamado Willie Biggs, mas Eddie Murphy sentiu que era muito estereotipado do nome de um homem negro e mudou para Reggie Hammond.
Stephen De Souza trabalhou no roteiro por algumas semanas depois que Eddie Murphy foi escalado. O crítico Michael Sragow diz: "Os produtores recomendaram de Souza para Hill porque eles acharam que ele seria bom em adicionar um leve toque à ação. Hill não achou de Souza rápido o suficiente ou seu estilo de escrita cômico apropriado para o filme; ele pensou que o escritor contribuiu com piadas em vez de toques de personalidade (muito poucos dos quais foram usados), e ele simplesmente não desenvolveu o relacionamento com de Souza que ele teria depois com Gross". Hill trouxe Larry Gross para trabalhar no roteiro três semanas antes de filmar.
Sragow diz, "Hill tem sido conhecido ao longo de sua carreira por definir caráter através de ação ao invés de insensato psicológico, mas ele sabia que esse filme seria mais uma peça do que um enredo, e ele queria um escritor que desafiasse seus próprios personagens. Hill brincou ao dizer que agitava a bandeira chamada "mito e arquétipo"-tentando superar as expectativas folclóricas que um público poderia ter para um grande herói loiro como Nick Nolte-enquanto Larry Gross acenava com uma bandeira chamada "social e realismo psicológico". O relacionamento dos roteiristas tornou-se tão simbiótico que Gross frequentemente encontrou Hill defendendo a ideia de mito e arquétipo e Gross defendendo as prerrogativas de social e realismo psicológico".

### Filmagem
As filmagens começaram em 17 de maio de 1982.
Murphy começou algumas semanas após o início da filmagem principal porque ele estava terminando uma temporada de Saturday Night Live. As filmagens correram bem, mas Hill teve problemas com os executivos do estúdio. Michael Eisner, então chefe da Paramount, estava preocupado que o filme não fosse engraçado o suficiente. Hill e seu co-roteirista, Larry Gross escreveram mais material adaptado às personalidades de Nolte e Murphy. Por conta de Hill, eles reescreveram o personagem de Murphy até o último dia de filmagem. Os executivos também descobriram que a filmagem do tiroteio no hotel era violenta demais e estavam preocupados que isso mataria o humor do filme. Eles disseram a Hill que ele nunca iria trabalhar para a Paramount novamente como resultado. Eddie Murphy revelou em entrevista que, na época das filmagens, não sabia como se portar com uma arma em punho. Foi quando ele decidiu copiar a expressão facial usada por Bruce Lee, quando está pronto para a luta. A banda vista no Vroman's é a The BusBoys, que abria as apresentações cômicas de Eddie Murphy na época das filmagens. A palavra "fuck" e suas variações aparecem 48 vezes ao longo do filme. A quantidade nada tem a ver com o título do filme. David Patrick Kelly também interpretou um personagem chamado Luther em The Warrions de 1979, também dirigido por Walter Hill.
Em 2008, o diário contemporâneo de seus dias no set do co-roteirista Larry Gross foi publicado no site MovieCityNews.

## Recepção

### Bilheteria
48 Hrs. foi o sétimo filme de maior bilheteria de 1982. Ele arrecadou US$4,369,868 em seu fim de semana de estreia e US$78,868,508 em geral nas bilheterias domésticas.